# Amt Bökingharde
Amt Bökingharde (mooring: Böökinghiird; danès: Bøking Herred) fou un amt del districte de Nordfriesland, a Slesvig-Holstein, Alemanya, que comprenia la part continental septentrional del districte. Tenia una extensió de 137 km² i una població de 5.400 habitants (2008). La seu era a Risum-Lindholm. L'1 de gener de 2008, junt amb els Ämter Karrharde, Süderlügum i Wiedingharde, i els municipis de Niebüll i Leck, formà el nou Amt Südtondern.
Comprenia els municipis de:
- Dagebüll (939)
- Galmsbüll (664)
- Risum-Lindholm (3627)
- Stedesand (870)